# Максимов, Максим Тимофеевич
Макси́м Тимофе́евич Макси́мов (3 февраля 1923, Горбачево, Новгородская губерния — 1 февраля 1997) — советский, российский генерал-лейтенант.

## Биография
Родился 3 февраля 1923 года в деревне Горбачёво (ныне — в Окуловском районе Новгородской области).
Воинское звание: генерал-лейтенант.
- Апрель 1978 — июнь 1988 г. — начальник 10-го управления радиационной и химической защиты населения ГО СССР.
- С 27 апреля по 31 мая 1986 г. — участвовал в устранении последствий крушения на Чернобыльской АЭС.

Скончался 1 февраля 1997 года.

## Избранные труды
- Максимов М. Т. Защита от сильнодействующих ядовитых веществ. — М.: Энергоатомиздат, 1993. — 175 с. — 4600 экз.
- Максимов М. Т. Нейтронное оружие и защита от него. — М.: Изд-во ДОСААФ СССР, 1989. — 53 с. — 30000 экз. — ISBN 5-7030-0317-2
- Максимов М. Т., Оджагов Г. О. Радиоактивные загрязнения и их измерение : Учеб. пособие. — М. : Энергоатомиздат, 1986. — 223 с.
  -  — 2-е изд., перераб. и доп. — М. : Энергоатомиздат, 1989. — 304 с. — ISBN 5-283-02930-1
- Максимов М. Т., Тараканов Н. Д. Опыт применения технических средств и способов ликвидации последствий аварии на Чернобыльской АЭС / Под общ. ред. ген. армии В. Л. Говорова. — М. : Стройиздат, 1990. — 137 с.
- Рыкунов Б. М., Максимов М. Т., Титов С. Н. Учебное пособие по радиационной и химической разведке. — М.: Изд-во ДОСААФ СССР, 1984. — 111 с.

## Награды
- Орден Мужества (1996)
- Орден Трудового Красного Знамени[1].